# Isaías Sánchez Tejerina
Isaías Sánchez Tejerina (1892-1959),fue un reconocido penalista de las universidades de Salamanca y Madrid.
Nació en Villarramiel de Campos (Palencia), el 6 de julio de 1892. El 27 de octubre de 1942 rectificó el orden de sus apellidos. Antes se llamaba Sánchez y Sánchez-Tejerina. A partir de ese momento se denominó Sánchez-Tejerina y Sánchez. Estaba casado y tenía al menos un hijo (Juan Antonio), que también fue penalista. Falleció en Madrid el 13 de enero de 1959.

## Formación universitaria
Estudió Derecho con los agustinos en el Colegio Universitario María Cristina de El Escorial. Se doctoró en Derecho en la Universidad Central, con la tesis Delitos de simple omisión: delitos de comisión por omisión; delitos de omisión espiritual. Esta obra fue publicada en Madrid en 1918, por la editorial Hijos de Reus y con un prólogo del catedrático de Derecho penal de la Universidad Central Luis Jiménez de Asúa.

## Carrera
Tras la licenciatura, se formó en primer término en Derecho Penal al lado del penalista Jerónimo Montes Luengo. 
1915. Desde el 1 de octubre fue ayudante de clases prácticas de las Cátedras de Derecho penal y antropología criminal en la Universidad Central. Fue nombrado seguidamente auxiliar temporal.
1920. Fue confirmado como auxiliar temporal el 6 de julio.
1923. El 3 de abril fue nombrado catedrático de Derecho penal en Oviedo en virtud de oposición, en turno de auxiliares y a propuesta unánime del tribunal calificador.
1936. Por una orden ministerial de 11 de marzo el Ministerio de Instrucción Pública y Bellas Artes le fue concedida la permuta de su cátedra de Derecho penal en la Universidad de Oviedo por otra igual en la de Salamanca, que estaba ocupada hasta entonces por el catedrático Emilio González López.
1937. Publicó la primera edición de su manual de Derecho penal.
1940. En octubre de ese año pronunció el discurso de apertura de curso en la Universidad de Salamanca.
1941. Por orden ministerial de 18 de junio fue nombrado titular de la cátedra de Estudios Superiores de Derecho penal y antropología criminal (Doctorado), en la Universidad Central, en virtud de traslado. Esta cátedra había sido servida hasta la Guerra civil por el penalista Quintiliano Saldaña.
1949. El 13 de enero pasó de la suprimida cátedra de Estudios Superiores de Derecho Penal y Antropología Criminal (Doctorado), a la segunda cátedra de Derecho penal de la Licenciatura, también en la Facultad de Derecho de la Universidad de Madrid.
1959. Cuando falleció el 13 de enero era catedrático de la segunda cátedra de Derecho Penal de la Facultad de Derecho de la Universidad Central.

## Cargos
1938. El 22 de noviembre pronunció en la Universidad de Salamanca un acto-lección en honor de José Antonio Primo de Rivera con motivo del segundo aniversario de su muerte.
1939. Al acabar la guerra civil fue nombrado miembro de las comisiones A y de las comisiones provinciales salmantinas de Beneficencia y de Incautación de bienes. También fue nombrado vocal del Tribunal Especial para la Represión de la Masonería y el Comunismo. También formó parte de la comisión para la depuración del personal universitario.
1941. Le designó el Ministerio de Educación Nacional vocal del tribunal para juzgar las oposiciones de juez de paz de Chauen y las de Fiscal de los Juzgados de Paz de Chauen y Alcázarquivir (Marruecos).
Después de la Guerra representó a la universidad de Salamanca con unas lecciones en la Universidad de Gotinga.
Fue vicerrector de Universidad.

## Principales obras
- Lo que castiga la ley. El Código penal explicado, Hesperia (Madrid, 1917).
- Teoría de los delitos de omisión: delitos de simple omisión, delitos de comisión por omisión, delitos de omisión espiritual, Hijos de Reus (Madrid, 1918).
- Derecho y procedimiento penal, Ediciones Afrodisio Aguado (Madrid, 1920).
- “El delito de rapto en el Código penal español”, en RGLJ, año LXXIII, tomo 144 (1924), pp. 549-565.
- “El estado de necesidad en el Derecho penal”, Revista de Archivos, Bibliotecas y Museos, Madrid 1922.
- Los delitos religiosos en España (Madrid, 1934).
- Discurso de apertura de curso de 1934-1935.
- El homicidio y sus móviles: oración inaugural del curso 1940-1941 en la Universidad de Salamanca, Imprenta y Librería Francisco Núñez, Salamanca, 1940.
- “Los grandes penalistas italianos” (1941).
- “La prueba testifical en el proceso penal”, en RGLJ, año LXXXVII, tomo 172 (1942), pp. 588-598.
- Derecho y procedimiento penal (Madrid, 1945).
- “Una nueva justicia penal”, en RGLJ, año XC, tomo 180 (1946), pp. 307-319.
- “Nuevos problemas del Derecho penal”, en ADP y CP, 1, nº 1 (1948), pp. 238-245.
- Código penal anotado: 23 de diciembre de 1944, con las modificaciones introducidas hasta el momento actual, con un breve comentario y la más reciente jurisprudencia del Tribunal Supremo, Instituto Editorial Reus, Madrid 1948.
- Derecho penal español: obra ajustada al Código penal, texto refundido de 1944, con odas las modificaciones introducidas, 2 vols., Instituto Editorial Reus, (Madrid, 1950).
- Problemas de medicina legal (Madrid, 1953).